# I Feel You
I Feel You è un singolo del gruppo musicale britannico Depeche Mode, pubblicato il 9 febbraio 1993 come primo estratto dall'ottavo album in studio Songs of Faith and Devotion.
Il singolo arrivò all'ottava posizione della Official Singles Chart britannica, ma ebbe un successo migliore negli Stati Uniti d'America, dove conquistò la vetta della Alternative Airplay e la terza posizione della Dance Club Songs.

## Video musicale
Il video, diretto da Anton Corbijn e girato in bianco e nero, mostra scene di una ragazza (l'attrice britannica Lysette Anthony) in un motel assieme ad un uomo (che si rivela essere alla fine il cantante Dave Gahan) con altre in cui il gruppo esegue il brano.
Alcuni spezzoni del video compaiono in Martyr.

## Tracce
Testi e musiche di Martin L. Gore.
CD (Australia, Stati Uniti), MC (Europa, Stati Uniti), 7" (Regno Unito, Stati Uniti)
1. I Feel You (Seven Inch Mix) – 4:36 – sottotitolo assente nell'edizione CD
2. One Caress – 3:31

CD – parte 1 (Australia, Canada, Europa, Giappone, Stati Uniti), MC (Australia)
1. I Feel You (Seven Inch Mix) – 4:36 – sottotitolata Single Mix nell'edizione statunitense
2. One Caress – 3:31
3. I Feel You (Throb Mix) – 6:49
4. I Feel You (Babylon Mix) – 7:53

CD – parte 2 (Canada, Europa, Stati Uniti), 12" – parte 2 (Regno Unito)
1. I Feel You (Life's Too Short Mix) – 8:35
2. I Feel You (Swamp Mix) – 7:28
3. I Feel You (Renegade Soundwave Afghan Surgery Mix) – 4:59
4. I Feel You (Helmet at the Helm Mix) – 6:42

MC maxi (Canada, Stati Uniti), 12" (Stati Uniti)
- Lato A

1. I Feel You (Babylon Mix) – 7:53
2. I Feel You (Helmet at the Helm Mix) – 6:41
3. I Feel You (Afghan Surgery Mix) – 4:58
4. One Caress (Album Version) – 3:31

- Lato B

1. I Feel You (Life's Too Short Mix) – 8:33
2. I Feel You (Swamp Mix) – 7:26
3. I Feel You (Throb Mix) – 6:47

12" – parte 1 (Regno Unito)
- Lato A

1. I Feel You (Throb Mix) – 6:49
2. I Feel You (Seven Inch Mix) – 4:36

- Lato B

1. I Feel You (Babylon Mix) – 7:53
2. One Caress – 3:31

## Formazione
Hanno partecipato alle registrazioni, secondo le note di copertina di Songs of Faith and Devotion:
Gruppo
- Andrew Fletcher – strumentazione, voce
- Dave Gahan – strumentazione, voce principale
- Martin Gore – strumentazione, voce
- Alan Wilder – sintetizzatore, voce

Produzione
- Depeche Mode – produzione, missaggio
- Flood – produzione, missaggio
- Mark Stent – missaggio
- Steve Lyon – ingegneria del suono
- Chris Dickie – ingegneria del suono
- Paul Kendall – ingegneria del suono
- Jeremy Wheatley – assistenza tecnica
- Mark Einstmann – assistenza tecnica
- Shaun de Feo – assistenza tecnica
- Volke Schneider – assistenza tecnica
- Kevin Metcalfe – mastering
- Daryl Bamonte – coordinazione
- Anton Corbijn – grafica, direzione artistica, copertina
- Area – copertina

## Classifiche
| Classifica (1993)                 | Posizione massima |
| --------------------------------- | ----------------- |
| Australia                         | 37                |
| Austria                           | 7                 |
| Belgio (Fiandre)                  | 21                |
| Canada                            | 31                |
| Finlandia                         | 1                 |
| Francia                           | 5                 |
| Germania                          | 4                 |
| Irlanda                           | 6                 |
| Italia                            | 4                 |
| Nuova Zelanda                     | 29                |
| Paesi Bassi                       | 39                |
| Regno Unito                       | 8                 |
| Spagna                            | 1                 |
| Stati Uniti                       | 37                |
| Stati Uniti (alternative)         | 1                 |
| Stati Uniti (dance club)          | 3                 |
| Stati Uniti (dance singles sales) | 4                 |
| Svezia                            | 2                 |
| Svizzera                          | 4                 |

## Cover
I Placebo hanno fatto una cover di questa canzone, presente nell'album Sleeping with Ghosts, mentre gli OBK hanno fatto una cover di I Feel You usando la musica di Personal Jesus.
Nel 2015 Johnny Marr ha pubblicato una cover della canzone in occasione del Record Store Day.